# Feketekorallok
A feketekorallok (Antipatharia) a virágállatok (Anthozoa) osztályába és a hatosztatú virágállatok (Hexacorallia) alosztályába tartozó rend.

## Rendszerezés
A rendbe az alábbi 7 család tartozik:
- Antipathidae Ehrenberg, 1834
- Aphanipathidae Opresko, 2004
- Cladopathidae Kinoshita, 1910
- Leiopathidae Haeckel, 1896
- Myriopathidae Opresko, 2001
- Schizopathidae Brook, 1889
- Stylopathidae Opresko, 2006